# 게리 리네커
게리 윈스턴 리네커(영어: Gary Winston Lineker, OBE, 1960년 11월 30일 ~ )는 잉글랜드의 은퇴한 축구 선수이자 방송인이다. 현역 시절 레드카드는 물론이며 단 한번도 옐로카드를 받은 적이 없을 정도로 신사적으로 경기에 임하여 '그라운드 위의 신사'라는 별명을 가지고 있었다.

## 국가대표팀 경력
잉글랜드 축구 국가대표팀의 일원으로 2번의 월드컵에 출전해 10골을 넣었다. 특히 1986년 FIFA 월드컵에서 6골로 득점왕을 차지했으며, 잉글랜드 대표팀에서 통산 80경기에서 48골을 기록하였다. 이 기록은 보비 찰턴의 기록보다 한 골 적은 것이다.

## 수상 내역

#### 레스터
- 세컨드 디비전 : 1979–80

#### 에버튼
- 채리티 쉴드 : 1985

#### 바르셀로나
- 국왕컵 : 1987-88
- 유로피언컵 위너스컵 : 1988-89

#### 토트넘
- FA컵 : 1990-91
- 채리티 쉴드 : 1991

#### 잉글랜드 국가대표팀
- FIFA 월드컵 4위 : 1990

### 개인
- 발롱도르 : 2위 (1986), 5위 (1987), 6위 (1991)
- FIFA 올해의 선수 : 3위 (1991)
- 세컨드 디비전 득점왕 : 1982–83
- 퍼스트 디비전 득점왕 : 1984–85, 1985–86, 1989–90
- PFA 올해의 선수 : 1985–86
- PFA 올해의 팀 : 1989-90, 1991-92
- FWA 올해의 선수 : 1985–86, 1991–92
- FIFA 월드컵 득점왕 : 1986
- FIFA 월드컵 올스타팀 : 1986
- 옹즈 드 브롱즈 : 1986
- FIFA 페어플레이 어워드 : 1990

#### 선정, 서훈
- 대영제국 훈장 4등급 (OBE) : 1992
- 잉글랜드 축구 명예의 전당 : 2003
- FWA 공로상 : 1997
- PFA 세기의 팀 : 2007
- FIFA 100 선정

#### 발롱도르
- 1986 - 2
- 1987 - 5
- 1989 - 23
- 1990 - 18
- 1991 - 6